# Elizabeth FitzClarence
Elizabeth FitzClarence, comtesse de Erroll (17 janvier 1801 – 16 janvier 1856) est une fille illégitime du roi Guillaume IV du Royaume-Uni et Dorothea Jordan. Elle épouse William Hay (18e comte d'Erroll), et devient comtesse d'Erroll le 4 décembre 1820 à l'âge de 19 ans. En raison de ce mariage, William Hay devient Lord-intendant. Ils se marient à St George's Hanover Square,. Hay est représenté dans un portrait de la famille FitzClarence, dans la Maison de Dun. Elle est décédée à Édimbourg.

## Descendance
Elizabeth et William Hay ont quatre enfants.
- Ida Harriet Augusta Hay (18 octobre 1821 – 22 octobre 1867), demoiselle d'honneur de la reine. Elle épouse Charles Noel (2e comte de Gainsborough) et a cinq enfants. Ses descendants sont les comtes de Gainsborough, les marquis de Bute et les baronnets de Bellingham.
- William Hay (19e comte d'Erroll) (3 mai 1823 – 3 décembre 1891), marié à Eliza Amelia Gore, le 20 septembre 1848.
- Agnes Hay (en) (12 mai 1829 – 18 décembre 1869), mariée à James Duff (5e comte Fife), le 16 mars 1846. Son fils, Alexander Duff, est marié à la princesse Louise, fille d'Édouard VII[6].
- Alice Mary Emily Hay (7 juillet 1835 – 7 juin 1881), épouse de Charles Edward Louis Casimir Stuart (1824-1882; également connu comme le comte d'Albanie) neveu de Jean Sobieski Stuart.

L'ancien Premier Ministre britannique David Cameron est un quatrième arrière-petit-fils de Lady Erroll, faisant de lui un cousin de la reine Élisabeth II.